# 城关镇 (安仁县)
城关镇，是中华人民共和国湖南省郴州市安仁县下辖的一个乡镇级行政单位；2012年4月13日撤销。以原清溪镇、禾市乡、排山乡、军山乡、城关镇成建制合并设立永乐江镇；原清溪镇、禾市乡、排山乡、军山乡、城关镇的行政区域为新设永乐江镇的行政区域。永乐江镇辖45个建制村、4个居委会，总面积358.74平方公里，总人口13.44万人，镇人民政府驻五一北路（原城关镇人民政府驻地）。

## 行政区划
撤销前城关镇下辖以下地区：城东社区、城西社区、城南社区、城北社区、东周村、东郊村、北郊村、松山村。